# 岡山英雄
岡山 英雄（おかやま ひでお、1954年8月11日 - ）は、日本の牧師、神学校教師。Ph.D.。大阪府生まれ。日本福音キリスト教会連合東松山福音教会牧師、聖書宣教会教師。元神戸聖書教会牧師。
東京大学、聖書宣教会聖書神学舎、ゴードン・コンウェル神学校を卒業。セント・アンドルーズ大学大学院でリチャード・ボウカムに師事する。
福音派では黙示録・終末論に関する研究で知られる。

## 著書
- 『小羊の王国 - 黙示録は終末について何を語っているのか。』　いのちのことば社
- 『天国と極楽 - キリスト教と仏教の死生観』　いのちのことば社
- 『キリスト者の戦争論』　富岡　幸一郎 共著　地引網出版
- 『ヨハネの黙示録注解　恵みがすべてに』　いのちのことば社

## 翻訳
- 『ティンデル聖書注解 ヨハネの黙示録』　いのちのことば社
- 『ティンデル聖書注解 ローマ人への手紙』　いのちのことば社